# Ryan Dempster
Pour les articles homonymes, voir Dempster.
Ryan Scott Dempster (né le 3 mai 1977 à Gibsons, Colombie-Britannique, Canada) est un lanceur droitier de baseball qui évolue dans les Ligues majeures de 1998 à 2013.
Il compte deux invitations au match des étoiles (2000 et 2008) et remporte à sa dernière saison la Série mondiale 2013 avec les Red Sox de Boston.

## Biographie

### Marlins de la Floride
Ryan Dempster est drafté le 1er juin 1995 par les Rangers du Texas au troisième tour de sélection. Encore joueur de Ligues mineures, il est échangé aux Marlins de la Floride à l'occasion d'un échange impliquant le lanceur Josh Beckett.
Il débute en Ligue majeure le 23 mai 1998. Il est sélectionné pour la première fois au match des étoiles en 2000. 

### Reds de Cincinnati
Dempster est transféré chez les Reds de Cincinnati le 11 juillet 2002 en retour du voltigeur Juan Encarnación, de Wilton Guerrero et du lanceur gaucher Ryan Snare. Dempster éprouve beaucoup de difficultés à Cincinnati, comme en témoigne sa moyenne de points mérités de 6,39 en 204 manches et un tiers lancées avec les Reds au cours des saisons 2002 et 2003.

### Cubs de Chicago
Dempster rejoint les Cubs de Chicago le 21 janvier 2004. Il abandonne son poste de lanceur partant en arrivant chez les Cubs pour opérer comme lanceur de relève, devient stoppeur de 2005 à 2007, puis retrouve sa place dans la rotation des lanceurs partants à partir de 2008. Auteur d'une bonne saison 2008 (17 victoires pour 6 défaites et un ERA de 2,96), il connait sa deuxième sélection au match des étoiles et termine sixième du vote pour le trophée Cy Young en Ligue nationale.
Malgré une fiche perdante de 10-14 en 2011, Dempster réussit une 4e saison consécutive d'au moins 10 victoires.
Dempster brille avec les Cubs en 2012. Le 14 juillet 2012, Dempster égale un record de franchise des Cubs en atteignant 33 manches consécutives sans accorder de point à l'adversaire, rééditant la performance de Ken Holtzman en 1969. Il mène alors les majeures avec une moyenne de points mérités de 1,86. À la fin du mois, sa moyenne de points mérités de 2,25 est la seconde meilleure des majeures après Ryan Vogelsong (2,22) des Giants de San Francisco. Avec son excellente saison pour un club qui se classe parmi les moins bons du baseball majeur, Dempster attise l'intérêt de plusieurs équipes alors qu'approche la date limite des transactions. Au cours du mois de juillet, les Braves d'Atlanta et les Dodgers de Los Angeles, deux équipes dans la course aux séries éliminatoires, tentent d'acquérir ses services. Mais l'ancienneté de Dempster dans les majeures lui confère un droit de veto sur une éventuelle transaction. Le 23 juillet, des rumeurs l'envoient à Atlanta contre le joueur d'avenir Randall Delgado, un lanceur. Les négociations entre les Cubs et les Dodgers avortent.

### Rangers du Texas
Le 31 juillet 2012, Dempster passe des Cubs aux Rangers du Texas en retour du lanceur droitier Kyle Hendricks et du joueur de troisième but Christian Villanueva, qui évoluent tous deux en ligues mineures. Dempster amorce 12 parties des Rangers et remporte 7 victoires contre 3 défaites malgré une moyenne de points mérités élevée : 5,09 en 69 manches lancées. Il ajoute 70 retraits sur des prises pour un total de 153 dans la saison. Sa fiche est de 12-8 avec une moyenne de 3,38 en 28 départs et 173 manches au monticule pour Chicago et Texas en 2012.

### Red Sox de Boston

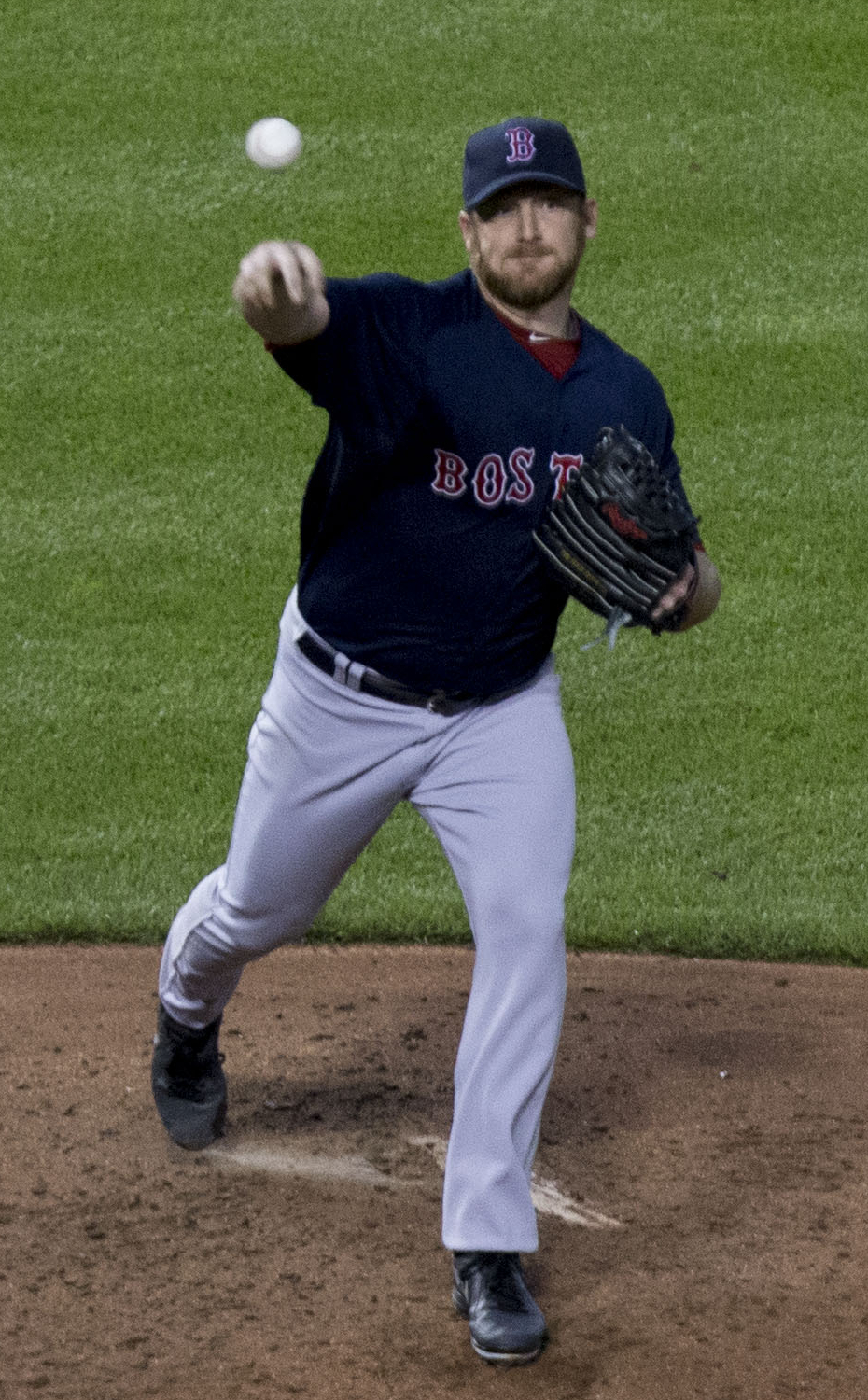
Ryan Dempster en 2013 avec les Red Sox.

Devenu agent libre après la saison passée chez les Cubs et les Rangers, Dempster signe le 19 décembre 2012 un contrat de deux saisons avec les Red Sox de Boston.
Il est champion de la Série mondiale 2013 avec Boston. Dans la saison régulière qui précède les séries éliminatoires, Dempster débute 29 matchs de l'équipe et ajoute 3 présences en relève. Il remporte 8 parties contre 9 défaites et affiche une moyenne de points mérités de 4,57 en 171 manches et un tiers lancées. Il n'est utilisé que comme releveur durant les éliminatoires, lançant une manche dans chacune des rondes du tournoi d'après-saison, contre respectivement Tampa Bay, Détroit et, en grande finale, Saint-Louis. Il accorde son premier et unique point des séries dans le premier match de la Série mondiale et termine les éliminatoires avec une moyenne de 3,00 points mérités accordés par partie, avec 3 retraits sur des prises et aucun but-sur-balles alloué.
En février 2014, Dempster, 36 ans, annonce qu'il a choisi de ne pas jouer durant la saison qui vient. Il dit ne pas choisir immédiatement la retraite sportive, mais cite des douleurs physiques l'empêchant de lancer avec efficacité et le désir de passer du temps avec ses 3 enfants comme raisons motivant sa décision. Par le fait même, il renonce au salaire de 13,25 millions de dollars que les Red Sox auraient dû lui payer en 2014. 
Il annonce sa retraite sportive le 5 décembre 2014 et retourne du même coup chez les Cubs de Chicago, cette fois dans le rôle d'assistant spécial au président des opérations baseball Theo Epstein et au directeur-gérant Jed Hoyer.

## Statistiques
| Saison | Équipe       | G   | GS  | CG | SHO | V   | D   | SV | IP     | SO   | ERA  |
| ------ | ------------ | --- | --- | -- | --- | --- | --- | -- | ------ | ---- | ---- |
| 1998   | Floride      | 14  | 11  | 0  | 0   | 1   | 5   | 0  | 54.2   | 35   | 7,08 |
| 1999   | Floride      | 25  | 25  | 0  | 0   | 7   | 8   | 0  | 147.0  | 126  | 4,71 |
| 2000   | Floride      | 33  | 33  | 2  | 1   | 14  | 10  | 0  | 226.1  | 209  | 3,66 |
| 2001   | Floride      | 34  | 34  | 2  | 1   | 15  | 12  | 0  | 211.1  | 171  | 4,94 |
| 2002   | Floride      | 18  | 18  | 3  | 0   | 5   | 8   | 0  | 120.1  | 87   | 4,79 |
| 2002   | Cincinnati   | 15  | 15  | 1  | 0   | 5   | 5   | 0  | 88.2   | 66   | 6,19 |
| 2003   | Cincinnati   | 22  | 20  | 0  | 0   | 3   | 7   | 0  | 115.2  | 84   | 6,54 |
| 2004   | Chicago Cubs | 23  | 0   | 0  | 0   | 1   | 1   | 2  | 20.2   | 18   | 3,92 |
| 2005   | Chicago Cubs | 63  | 6   | 0  | 0   | 5   | 3   | 33 | 92.0   | 89   | 3,13 |
| 2006   | Chicago Cubs | 74  | 0   | 0  | 0   | 1   | 9   | 24 | 75.0   | 67   | 4,80 |
| 2007   | Chicago Cubs | 66  | 0   | 0  | 0   | 2   | 7   | 28 | 66.2   | 55   | 4,73 |
| 2008   | Chicago Cubs | 33  | 33  | 1  | 0   | 17  | 6   | 0  | 206.2  | 187  | 2,96 |
| 2009   | Chicago Cubs | 31  | 31  | 1  | 1   | 11  | 9   | 0  | 200.0  | 172  | 3,64 |
| 2010   | Chicago Cubs | 34  | 34  | 1  | 0   | 15  | 12  | 0  | 215.1  | 208  | 3,85 |
| Totaux | Totaux       | 485 | 260 | 11 | 3   | 102 | 102 | 87 | 1840.1 | 1574 | 4,37 |

| Saison | Équipe       | G | GS | CG | SHO | V | D | SV | IP  | SO | ERA  |
| ------ | ------------ | - | -- | -- | --- | - | - | -- | --- | -- | ---- |
| 2007   | Chicago Cubs | 1 | 0  | 0  | 0   | 0 | 0 | 0  | 1.0 | 2  | 0,00 |
| 2008   | Chicago Cubs | 1 | 1  | 0  | 0   | 0 | 1 | 0  | 4.2 | 2  | 7,71 |
| Totaux | Totaux       | 2 | 1  | 0  | 0   | 0 | 1 | 0  | 5.2 | 4  | 6,35 |

Note: G = Matches joués ; GS = Matches comme lanceur partant ; V = Victoires ; D = Défaites ; 
SV = Sauvetages ; IP = Manches lancées ; SO = retraits sur des prises ; ERA = Moyenne de points mérités.